# Czarnoty (powiat płoński)
Czarnoty – wieś sołecka w Polsce położona w województwie mazowieckim, w powiecie płońskim, w gminie Nowe Miasto. Leży nad Soną.
W latach 1975–1998 miejscowość należała administracyjnie do województwa ciechanowskiego.